# Lepidostoma glenni
Lepidostoma glenni är en nattsländeart som beskrevs av Wallace och Sherberger 1972. Lepidostoma glenni ingår i släktet Lepidostoma och familjen kantrörsnattsländor. Inga underarter finns listade i Catalogue of Life.